# Eva Navarro
Pour les articles homonymes, voir Navarro.
Eva Navarro, née le 27 janvier 2001 à Yecla en Espagne, est une footballeuse internationale espagnole. Elle évolue au poste d'attaquante au Real Madrid.

## Biographie
Avec l'équipe d'Espagne des moins de 17 ans, elle participe à la Coupe du monde des moins de 17 ans en 2016. Lors de ce mondial organisé en Jordanie, elle joue six matchs. Elle se met en évidence en inscrivant trois buts. L'Espagne se classe troisième du mondial, en battant le Venezuela lors de la « petite finale ». Elle dispute ensuite avec cette même équipe la Coupe du monde 2018 organisée en Uruguay. L'Espagne remporte ce mondial en battant le Mexique en finale.
Avec l'équipe d'Espagne des moins de 20 ans, elle participe à la Coupe du monde des moins de 20 ans en 2018. Lors de ce mondial organisé en France, l'Espagne s'incline en finale face au Japon.

## Palmarès
- Vainqueur de la Coupe du monde des moins de 17 ans en 2018 avec l'équipe d'Espagne des moins de 17 ans
- Troisième de la Coupe du monde des moins de 17 ans en 2016 avec l'équipe d'Espagne des moins de 17 ans
- Vainqueur du Championnat d'Europe des moins de 17 ans en 2018 avec l'équipe d'Espagne des moins de 17 ans
- Finaliste du Championnat d'Europe des moins de 17 ans en 2016 et 2017 avec l'équipe d'Espagne des moins de 17 ans
- Finaliste de la Coupe du monde des moins de 20 ans en 2018 avec l'équipe d'Espagne des moins de 20 ans
- Vainqueur de la Coupe du monde en 2023 avec l'équipe d'Espagne.